# Подлань
Подлань (укр. Підлань) — село,
Улановский сельский совет,
Глуховский район,
Сумская область,
Украина.
Село ликвидировано в период 1979-1982 года.

## Географическое положение
Село Подлань находится на безымянном ручье, который через 3 км впадает в реку Клевень,
ниже по течению на расстоянии в 3 км расположено село Сидоровка.

## История
- ? — село ликвидировано.